# Mark Fergus
Mark Fergus (Queens, ...) è uno sceneggiatore e regista statunitense.
Dal debutto nel mondo del cinema è in partnership con Hawk Ostby, con il quale ha collaborato sempre. 
Nel 2008 è stato contattato insieme a Ostby per scrivere la sceneggiatura di Captain America - Il primo Vendicatore ma i due sono stati accantonati in favore di Christopher Markus e Stephen McFeely.

## Filmografia

### Regista
- Presagio finale - First Snow (First Snow) (2006)

### Sceneggiatore

#### Cinema
- La reputazione (Consequence) (2003)
- Presagio finale - First Snow (First Snow) (2006)
- I figli degli uomini (Children of Men) (2006)
- Iron Man (2008)
- Cowboys & Aliens (2011)
- L'ultimo Vermeer (The Last Vermeer), regia di Dan Friedkin (2019)

#### Televisione
- The Expanse – serie TV (2015 -2022)

## Riconoscimenti
Il suo lavoro più premiato è stato I figli degli uomini (2006), film drammatico diretto da Alfonso Cuarón. È stato nominato ai premi Oscar 2007 nella categoria Miglior sceneggiatura non originale, riconoscimento poi vinto da William Monahan per The Departed - Il bene e il male.